# 15ª Divisione fanteria "Bergamo"
La 15ª Divisione fanteria "Bergamo" fu una grande unità di fanteria del Regio Esercito durante la seconda guerra mondiale.

## Storia
Le origini della divisione si fanno risalire alla Brigata "Bergamo", costituita il 1º novembre 1859 sul 25º e 26º Reggimento fanteria e sciolta il 1º novembre 1870 insieme a tutte le brigate permanenti. Con il riordino delle brigate su base ternaria nel 1926, il Comando di Brigata ed il 25º Reggimento vengono sciolti, mentre il 26º Reggimento viene aggregato alla XV Brigata fanteria. Il 24 maggio 1939 viene costituita la 15ª Divisione fanteria "Bergamo", su 25º e 26º Reggimento fanteria "Bergamo" e 4º Reggimento artiglieria "Carnaro".
Nel giugno 1940, all'entrata in guerra del Regno d'Italia, la divisione, inquadrata nel V Corpo d'armata, è schierata nella provincia di Fiume, sulla linea Fiume-Bresa-S. Rocco di Clana. Nel 1941, in vista dell'invasione della Jugoslavia, viene rinforzata dalla 89ª Legione CC.NN. d'assalto "Etrusca" su due battaglioni. Il 6 aprile 1941 la grande unità entra in territorio nemico, occupando l'11 aprile Castua e Kostanje, il 12 aprile Buccari e, dirigendo sulla costa dalmata, il 16 aprile occupa Segna, Lokva e Zuta. Alla divisione vengono aggregati poi vari reparti di occupazione e battaglioni mobili territoriali. Con la fine delle ostilità i reparti della divisione si schierano, come forza di occupazione, a Macarsca, Livno, Signo Ernivizza, Ljubuški, Imoschi e Brazza, dove sono impegnate per tutto il 1942 in operazioni di rastrellamento, difesa costiera e controllo del territorio, in particolare nelle zone di conflitto tra serbi e croati. L'unità si scioglie il 9 settembre 1943 in seguito all'armistizio di Cassibile, dopo un tentativo di cooperare con i partigiani jugoslavi attuato parzialmente ed in modo confusionario vista la situazione negli alti comandi e le pressioni contrastanti tra partigiani titini e cetnici (filotedeschi); nel frattempo i tedeschi si avvicinavano alla città intimando la resa dapprima ai presidi periferici e poi alla stessa piazza di Spalato. Mentre Becuzzi si imbarca sulla torpediniera Aretusa lasciando la divisione stretta tra tedeschi e jugoslavi, molti tra gli ufficiali della divisione e vari altri ufficiali presenti sulla piazza di Spalato, assegnati ai comandi di corpo d'armata e compresi due generali, vengono fucilati dai tedeschi in quello che sarebbe passato alla storia come massacro di Treglia.
I nomi di tre appartenenti alla divisione Bergamo figurano nell'elenco CROWCASS (Central Registry of War Criminals and Security Suspects, 1947) delle persone ricercate dalla Jugoslavia.

## Ordine di battaglia: 1940
- 25º Reggimento fanteria "Bergamo"
- 26º Reggimento fanteria "Bergamo"
- 89ª Legione CC.NN. d'assalto "Etrusca" (dal 1941)
  - LXXXIX Battaglione CC.NN. "Volterra"
  - XCVII Battaglione CC.NN. "Siena"
  - 97ª Compagnia CC.NN. mitraglieri
- 4º Reggimento artiglieria "Carnaro"
- XV Battaglione mortai da 81
- 15ª Compagnia controcarro da 47/32
- 36ª Compagnia genio artieri
- 15ª Compagnia mista telegrafisti/marconisti
- 21ª Sezione fotoelettricisti
- 19ª Sezione sanità
  - 131º Ospedale da campo
  - 132º Ospedale da campo
- 116ª Sezione sussistenza
- 22ª Autosezione

## Ordine di battaglia: 1943
- Comando della fanteria divisionale (Gen. B. Paolo Grimaldi dal 1º gennaio 1942)
- 25º Reggimento fanteria "Bergamo"
- 26º Reggimento fanteria "Bergamo"
- 89ª Legione CC.NN. d'assalto "Etrusca"
  - LXXXIX Battaglione CC.NN. "Volterra"
  - XCVII Battaglione CC.NN. "Siena"
  - 97ª Compagnia CC.NN. mitraglieri
- 4º Reggimento artiglieria "Carnaro"
- XV Battaglione mortai da 81
- 36ª Compagnia genio artieri
- 15ª Compagnia mista telegrafisti/marconisti
- 31ª Sezione fotoelettricisti
- 19ª Sezione sanità
- IX Battaglione territoriale CC.RR.
- 4º Reggimento bersaglieri
- XVII Brigata costiera
  - 156º Reggimento fanteria costiero
  - 157º Reggimento fanteria costiero
- CVI Battaglione mitraglieri di Corpo d'Armata motorizzato
- CCXI Battaglione territoriale mobile
- CCXXVIII Battaglione territoriale mobile
- CCXXIX Battaglione territoriale mobile
- V Battaglione presidiario
- X Battaglione presidiario
- 324ª Compagnia presidiaria alpini
- 2º Squadrone/I Gruppo corazzato "San Giusto" (su carri L6/40)
- CVIII Gruppo artiglieria di Corpo d'Armata
- V Battaglione genio minatori
- 125ª Compagnia genio telegrafisti

## Comandanti: 1939-1943
- Gen. D. Francesco Laviano
- Gen. D. Ugo Gigliarelli Fiumi
- Gen. D. Pietro Belletti
- Gen. D. Alessandro Piazzoni
- Gen. B. Emilio Becuzzi